# Cucs (pel·lícula de 1976)
Cucs (títol original: Squirm) és una pel·lícula dels Estats Units dirigida per Jeff Lieberman, estrenada el 1976. Ha estat doblada al català.

## Argument
En un poblet de Geòrgia, milers de cucs surten de terra i devoren moltes persones.

## Repartiment
- Don Scardino: Mick
- Patricia Pearcy: Geri Sanders
- R.A. Dow: Roger Grimes
- Jean Sullivan: Naomi Sanders
- Peter MacLean: Xèrif Jim Reston
- Fran Higgins: Alma Sanders